# Andrej Zazulinski
Andrej Anatoljewicz Zazulinski (błr. Андрэй Анатольевіч Зазулінскі, ros. Андрей Анатольевич Зазулинский Andriej Anatoljewicz Zazulinski; ur. 1 kwietnia 1973) – białoruski hokeista, reprezentant Białorusi. Trener hokejowy.

## Kariera
- HK Nioman Grodno (1992–1993)
- Tiwali Mińsk (1999–2000)

Był reprezentantem kadry Białorusi do lat 20. Grał w ekstralidze białoruskiej oraz w lidze polskiej. W sezonie 1999/2000 grał w drużynie Tiwali Mińsk, z którą zdobył mistrzostwo Białorusi.

## Sukcesy
Klubowe
- Srebrny medal mistrzostw Białorusi: 1993 z Niomanem Grodno
- Złoty medal mistrzostw Białorusi: 2000 z Tiwali Mińsk